# Flabelligeridae
Famille
Synonymes
- Siphonostomae Otto, 1821
- Siphostomacea Blanchard in Gay, 1849
- Siphonostomaceae
- Chloraemidae Quatrefages, 1849
- Flotidae Buzhinskaya, 1996
- Poeobiidae Heath, 1930
- Flabelligeridae de Saint-Joseph, 1894
- Pherusea Grube, 1850

Les Flabelligeridae sont une famille de vers annélides polychètes sédentaires de l'ordre des Terebellida. Les annélides sont des animaux protostomiens métamérisés vermiformes.

## Liste des genres
Selon World Register of Marine Species (3 janvier 2019) :
- genre Annenkova Salazar-Vallejo, 2012
- genre Brada Stimpson, 1854
- genre Bradabyssa Hartman, 1967
- genre Buskiella McIntosh, 1885
- genre Coppingeria Haswell, 1892
- genre Daylithos Salazar-Vallejo, 2012
- genre Diplocirrus Haase, 1915
- genre Flabegraviera Salazar-Vallejo, 2012
- genre Flabehlersia Salazar-Vallejo, 2012
- genre Flabelliderma Hartman, 1969
- genre Flabelligera Sars, 1829
- genre Flabesymbios Salazar-Vallejo, 2012
- genre Ilyphagus Chamberlin, 1919
- genre Lamispina Salazar-Vallejo, 2014
- genre Mazopherusa Hay, 2002 †
- genre Paratherochaeta Salazar-Vallejo, 2013
- genre Pherusa Oken, 1807
- genre Piromis Kinberg, 1867
- genre Poeobius Heath, 1930
- genre Pycnoderma Grube, 1877
- genre Semiodera Chamberlin, 1919
- genre Stylarioides Delle Chiaje, 1831
- genre Therochaeta Chamberlin, 1919
- genre Treadwellius Salazar-Vallejo, 2011
- genre Trophonia Johnston, 1840
- genre Trophoniella Caullery, 1944

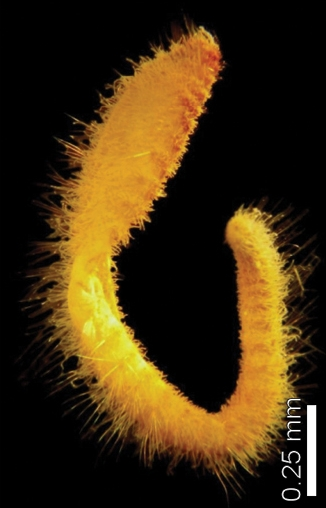
Diplocirrus hirsutus
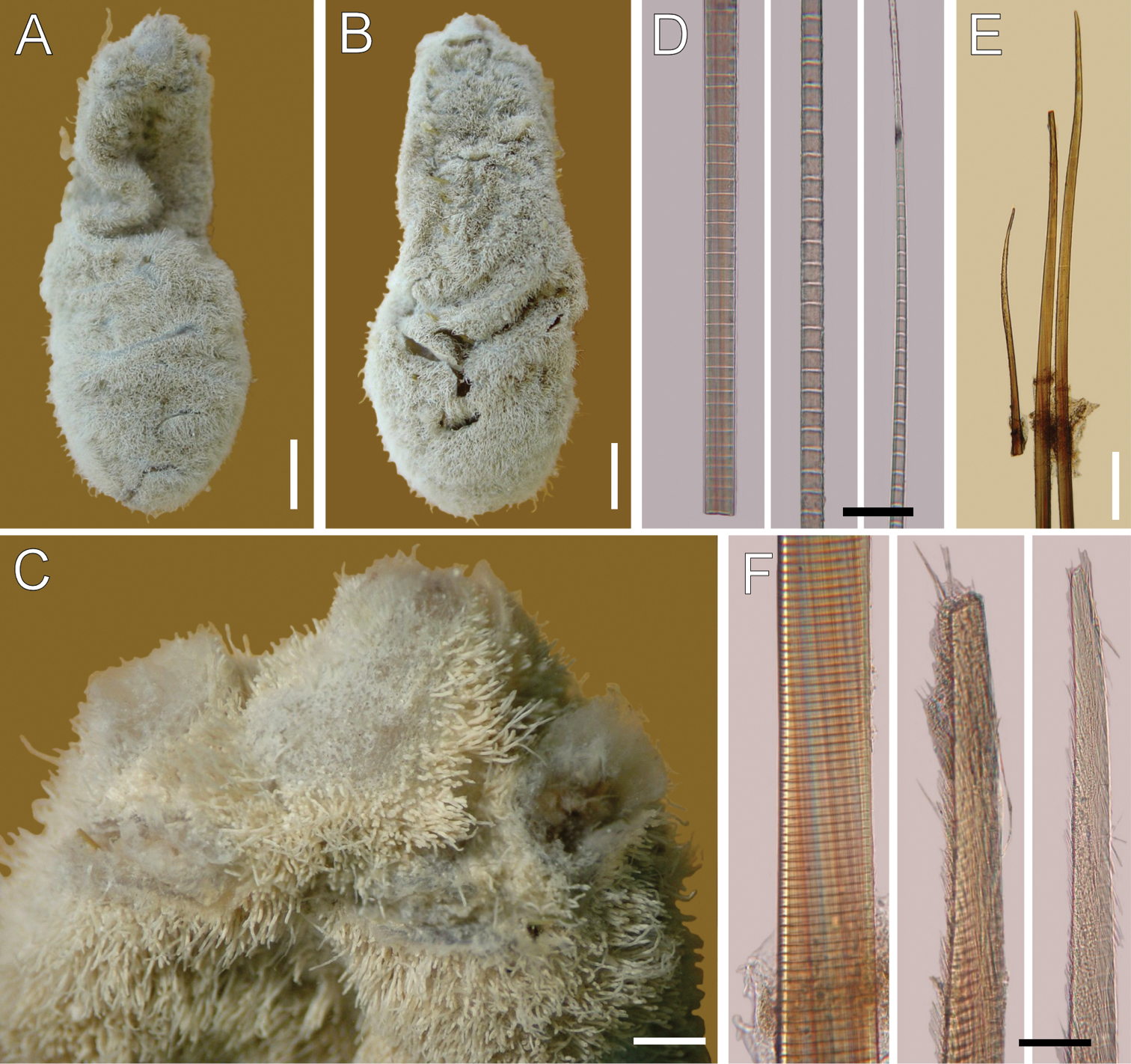
Ilyphagus hirsutus